# New Georgia

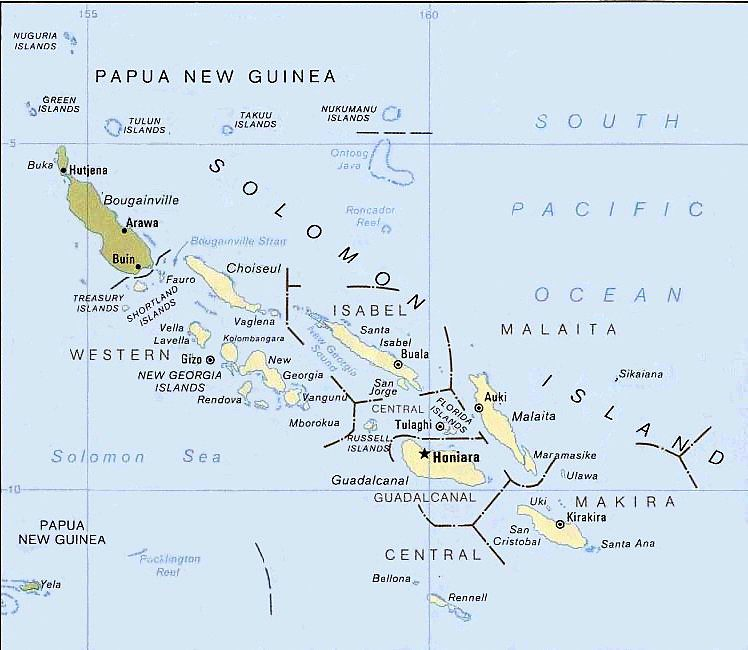
Salomonöarna.

New Georgia är den största ön i Västprovinsen av Salomonöarna. På ön talas 10 olika språk.

## Historia
Under andra världskriget utkämpades slaget om New Georgia här när USA landsteg på ön och närliggande öar den 30 juni 1943. New Georgia säkrades av amerikanska styrkor den 23 augusti efter veckor av svåra och blodiga djungelstrider. Strider på närliggande öar fortsatte tills oktober 1943.
Flera betydelsefulla sjöslag mellan krigsfartyg från USA:s flotta och dess allierade och Kejserliga japanska flottan utspelades i vattnen nära New Georgia, som till exempel slaget vid Kula Gulf 1943.
Munda, den japanska basen på New Georgia var det huvudsakliga målet för anfallet på ön. Den här basen invaderades inte förrän den 5 augusti 1943. Den japanska flottbasen vid Bairoko Harbor, 13 km norr om Munda erövrades inte förrän den 25 augusti.

## Geografi
Ön är belägen i ögruppen New Georgia Islands, en arkipelag som inkluderar de flesta av de större öarna i provinsen. New Georgia är 72 km lång och bildar södra gränsen till New Georgia Sound; Kolombangara ligger rakt över Kula Gulf i väst, Vangunu ligger i öster och Rendova i söder över Blanche Channel.
Ön har kuperad terräng och är kraftigt skogbevuxen.